# Jardín de Plantas Medicinales de la Facultad de Farmacia de la Universidad de Nagoya
El Jardín de Plantas Medicinales de la Facultad de Ciencias Farmacéuticas, Universidad de la Ciudad de Nagoya en japonés: 名古屋市立大学薬学部薬用植物園 es un jardín botánico de 3 500 m² de extensión, administrado por la Universidad de Nagoya universidad estatal  que se encuentra en Nagoya, prefectura de Aichi, Japón. Fue fundado en 1885.

## Localización
Se encuentra ubicado en Tanabe Doori 3-1, Mizuho-ku, Nagoya-shi, prefectura de Aichi, 467-0027, Japón.（Ja：467-0027 愛知県名古屋市瑞穂区田辺通3丁目1） Se encuentra en el interior del campus.

## Colecciones
Se cultivan alrededor de 300 especies de plantas medicinales.
Las plantas se exhiben agrupadas en secciones: 
- Sección de plantas utilizadas en la farmacopea china
- Arboreto con unas 70 plantas de uso medicinal,
- Varios invernaderos que albergan las plantas tropicales.

## Actividades
En sus laboratorios se llevan a cabo programas de investigación sobre el patrimonio genético de las plantas medicinales y enseñanza de la medicina tradicional china. 